# Holmsjön (Umeå socken, Västerbotten, 708097-172563)
Holmsjön är en sjö i Umeå kommun i Västerbotten som ingår i Tavelån-Umeälvens kustområde. Sjön har en area på 0,271 kvadratkilometer och ligger 21 meter över havet. Sjön avvattnas av vattendraget Holmsjöbäcken. Vid provfiske har abborre, gädda och mört fångats i sjön.
Holmsjön har en kommunal badplats och den ligger strax öster om den mindre Mjösjön som är mest känd för fornminnesområdet strax söder om sjön.

## Delavrinningsområde
Holmsjön ingår i delavrinningsområde (708055-172576) som SMHI kallar för Namn saknas. Medelhöjden är 22 meter över havet och ytan är 0,89 kvadratkilometer. Det finns inga avrinningsområden uppströms utan avrinningsområdet är högsta punkten. Holmsjöbäcken som avvattnar avrinningsområdet har biflödesordning 2, vilket innebär att vattnet flödar genom totalt 2 vattendrag innan det når havet efter 3,2 kilometer. Avrinningsområdet består mestadels av skog (69 procent). Avrinningsområdet har 0,27 kvadratkilometer vattenytor vilket ger det en sjöprocent på 30,3 procent.